# خانم انریکا
خانم اِنریکا (ایتالیایی: Signora Enrica) یک فیلم کمدی درام ایتالیایی-ترکیه‌ای به کارگردانی علی ایلهان است که در سال ۲۰۱۰ منتشر شد. این فیلم در استانبول و ریمینی تصویربرداری شد.

## بازیگران
- کلودیا کاردیناله
- تئومان کومباراجیباشی
- لاوینیا لونگی
- فخریه اوجن